# Deuterocohnia meziana
Deuterocohnia meziana là một loài thực vật có hoa trong họ Bromeliaceae. Loài này được Kuntze ex Mez mô tả khoa học đầu tiên năm 1896.

## Hình ảnh

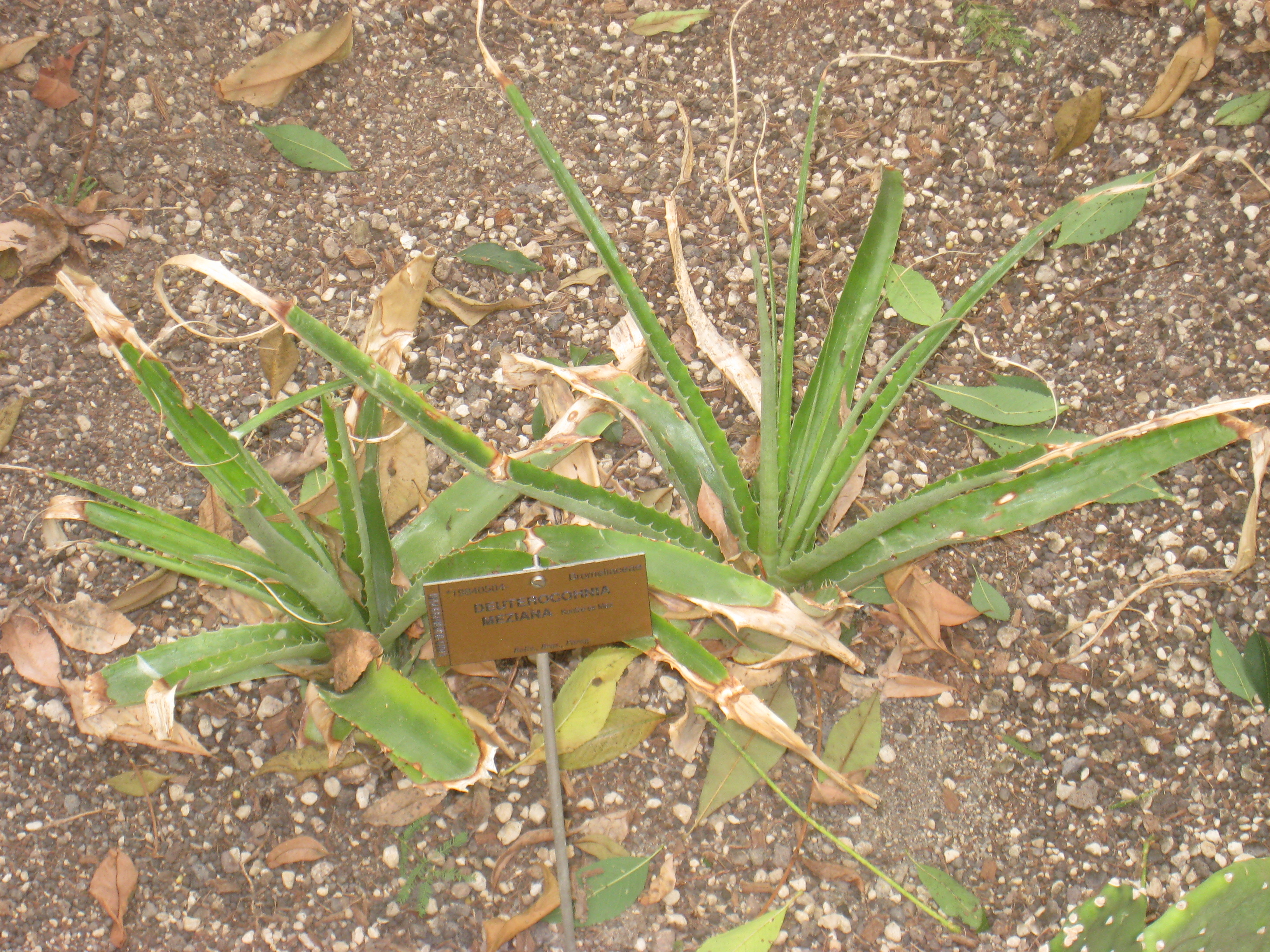
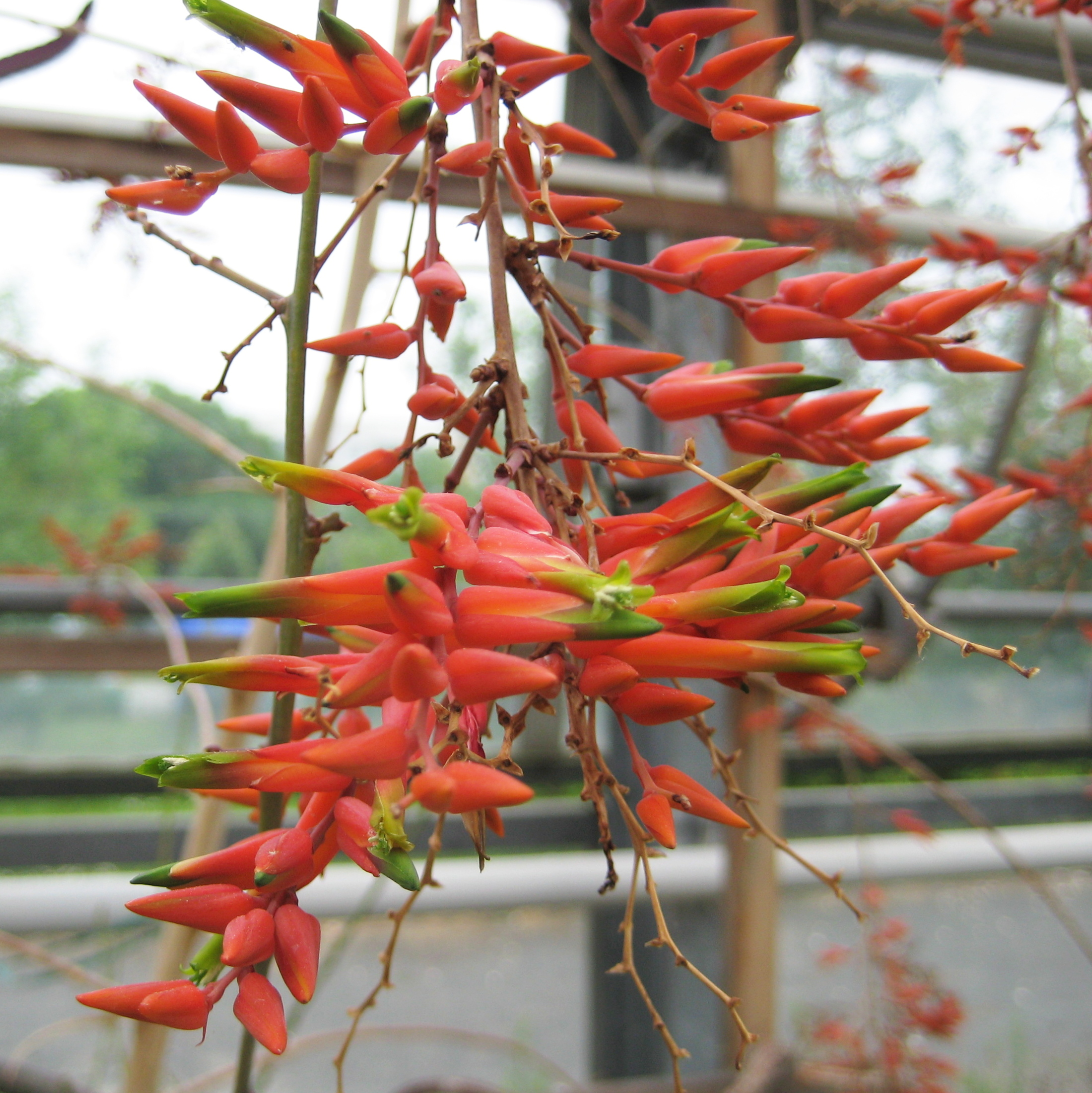